# Ленино (Крым)
Ле́нино (укр. Леніне) / Еди́-Кую́ (укр. Єди-Кую, крымскотат. Yedi Quyu, Еди Къую; до 1957 года — Семь Коло́дезей) — посёлок городского типа / посёлок, центр Ленинского района (Автономной) Республики Крым и Ленинового сельского поселения (Ленинского поссовета).

## География
Посёлок расположен на востоке Крыма, в западной части Керченского полуострова, в 63,6 км (по дорогам) к западу от города Керчи, на Крымской железной дороге на участке Джанкой — Керчь. Железнодорожная станция носит своё историческое название Семь Колодезей.

## История
Образование посёлка связано со строительством на Керченском полуострове в конце XIX века станции Керченской ветки Курско-Харьково-Севастопольской железной дороги. По Статистическому справочнику Таврической губернии. Ч.II-я. Статистический очерк, выпуск пятый Феодосийский уезд, 1915 год, на станции Семь Колодезей Петровской волости Феодосийского уезда дворов не числилось, записано русское население в количестве 80 человек только «посторонних» жителей. Отсутствие воды не давало возможности развития населённого пункта. До 22 марта 1921 года на станции Семь Колодезей проживало 34 жителя.
25 июля 1931 года Президиум ЦИК Крымской АССР принял решение перенести центр Петровского района в село при станции Семь Колодезей.
В довоенные годы в Семи Колодезях начали строить хлебоприёмный пункт, пищекомбинат, хлопчатобумажный комбинат, в 1938 году была открыта средняя школа, которая впоследствии стала носить имя Максима Горького. В 1939 году в посёлке проживало 1683 человек.
В период Великой Отечественной войны на территории посёлка действовала подпольная организация «Молодая гвардия», в состав которой входили К. Богданов, А. Беспалов, Г. Останин, А. Павленко, Э. Иванов, Г. Перемещенко. В период боевых действий на Крымском фронте (1942 г.) на станции Семь Колодезей были расположены 6 военно-полевых госпиталей. В этот период здесь возникло несколько больших погребений. Как напоминание о дислокации одного из госпиталей на здании школы посёлка установлена мемориальная доска.
Территория посёлка была освобождена от немецко-фашистских захватчиков 12 апреля 1944 года.
В послевоенные годы близ посёлка строилось Юзмакское водохранилище. Создавались пруды и водохранилища, бурились скважины, протягивалась сетка водопроводов. С 1952 года в райцентре появились первые водоколонки.
В 1954 году посёлок передан в состав Украинской ССР.
В 1957 году населённый пункт при станции Семь Колодезей получил название Ленино. Строительство Северо-Крымского канала дало новый толчок для развития посёлка. Поспешность введения в эксплуатацию Северо-Крымского канала, без бетонирования русла, привела к значительному подъёму грунтовых вод. Это вызвало засоленность почвы и, как следствие, гибель большей части фруктовых деревьев в посёлке. Оживление вызвало и начало работ по строительству Крымской АЭС.
С 18 марта 2014 года, после российской аннексии Крыма — в составе России.
12 мая 2016 года парламент Украины, не признающий аннексию Крыма, принял постановление о переименовании посёлка в Еди-Кую (укр. Єди-Кую), в соответствии с законами о декоммунизации, однако данное решение не вступает в силу до «возвращения Крыма под общую юрисдикцию Украины».

## Население
| 1939  | 1959  | 1970  | 1979  | 1989  | 2001  | 2009  |
| ----- | ----- | ----- | ----- | ----- | ----- | ----- |
| 1673  | ↗3096 | ↗5120 | ↗7732 | ↗8681 | ↘8617 | ↘7964 |
| 2010  | 2011  | 2012  | 2013  | 2014  | 2015  | 2016  |
| ↘7926 | ↗7936 | ↘7910 | ↘7881 | ↘7875 | ↘7871 | ↘7747 |
| 2017  | 2018  | 2019  | 2020  | 2021  |       |       |
| ↘7636 | ↘7529 | ↘7426 | ↘7261 | ↗7362 |       |       |

Национальный состав
2001 год — 63,9 % русских, 19,3 % украинцев, 12,5 % крымских татар

## Экономика
Основные экономические отрасли в Ленино — это сельское хозяйство, промышленность, санаторно-курортный комплекс. Крупнейшие предприятия:
- Ленинская РЭС «Крымэнерго» — электроснабжение,
- Ленводоканал ГУП «Вода Крыма» и Ленинский филиал «Крыммелиоводхоз» — водоснабжение,
- Ленинское АТП №14339 — междугородное автобусное сообщение,
- Ленинское ДРСУ «Крымавтодор» — ремонт и эксплуатация автодорог,
- Продукты «Пуд» и Стройматериалы «Пирамида» — розничная торговля,
- «Домнет (Domnet)» и «Крым Спец Телеком» — интернет-связь,
- «Крымполиграф» — изготовление полиграфической продукции,
- Птицефабрика «Ленинский инкубатор» — разведение сельскохозяйственной птицы.

К наиболее крупным предприятиям санаторно-курортной сферы относятся:
- пансионат с лечением «Крымское Приазовье»,
- пансионат «Азовский»,
- пансионат «Заря»,
- дом отдыха Riga Village Resort,
- детский лагерь отдыха «Новоотрадное»,
- детский лагерь отдыха «Автомобилист».

## Транспорт
На железнодорожной станции Семь Колодезей Крымской железной дороги делают остановку все поезда севастопольского, симферопольского, евпаторийского и феодосийского направлений. Ленино связано прямым автобусным сообщением с Севастополем, Симферополем, Керчью, Щёлкиным и другими городами Крыма.

## Социальная сфера
В посёлке действуют две общеобразовательных школы, профессиональный техникум, библиотека, музыкальная школа, ДЮСШ, спортивно-технический клуб ДОСААФ России, районный Дом культуры «Горизонт», литературное объединение «Сиринга», районная больница, гостиница «Восток». Есть Музей истории Ленинского района, отделения банков: РНКБ и «Генбанка». Действуют православный Храм святого Иоанна Кронштадтского и мечеть Еди Кьую Меркез джами.

## Памятники
- Памятник В.И. Ленину.
- Обелиск Славы — воинам, партизанам, подпольщикам, мирным жителям — погибшим в годы Великой Отечественной войны.
- Памятные знаки персоналу военных госпиталей, подпольщикам организации «Шахта Багерово №1», герою Великой Отечественной войны Галине Перемещенко (1924—1944).
- Братская могила героев Великой Отечественной войны.
- Мемориал воинов-интернационалистов, погибших в Афганистане в период Афганской войны.

## Известные люди, связанные с Ленино
- Плакида, Виктор Тарасович (род. 1956) — в период 1980—1996 — начальник Ленинской РЭС «Крымэнерго». C 2017 года — советник Председателя Госсовета Республики Крым.